# Symon Petljoera

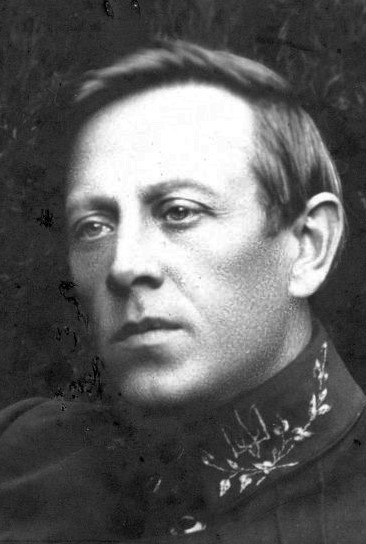
Symon Petljoera

Symon Vasilovitsj Petljoera (Oekraïens: Симон Васильович Петлюра) (Poltava, 10 mei 1879 – Parijs, 25 mei 1926) was een Oekraïens publicist, schrijver, journalist, politicus en staatsman. Tijdens de Russische Burgeroorlog, van 1918 tot 1920, stond hij (met onderbrekingen) tijdelijk aan het hoofd van de onafhankelijke Oekraïense Republiek.

## Leven

### Voor de revolutie
Petljoera was van Kozakse herkomst. In 1898 werd hij van het seminarie verwijderd vanwege zijn lidmaatschap van de Oekraïense Revolutionaire Partij en in 1905 was hij medeoprichter van de Oekraïense Arbeiderspartij. Per 1907 werd hij redacteur bij het literaire tijdschrift 'Slovo' en in later bij de tijdschriften 'Oekraïne' en 'Oekraïens leven'. Als journalist was hij bijzonder actief en schreef hij duizenden artikelen in zijn leven.
Petljoera huwde in 1909 met Ola Bilska. Tijdens de Eerste Wereldoorlog diende hij in het tsaristische leger.

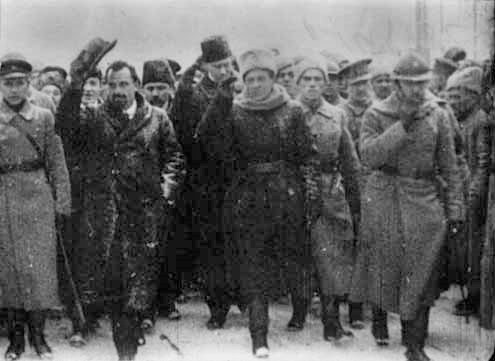
Petljoera (midden) en Vynnytsjenko (2e vl), 1919

### Revolutie en burgeroorlog
Na de Februarirevolutie (1917) werd Petljoera lid van het nieuwe parlement (de Tsentralna Rada) in Oekraïne en toen die in juni 1917 de autonome Volksrepubliek Oekraïne uitriep werd hij minister van oorlog. Kort daarna werd Oekraïne echter bezet door Duitse troepen, die een marionettenregering installeerden onder leiding van Pavlo Skoropadsky. Petljoera werd korte tijd gevangengezet. Nadat de Duitsers in 1918 weer vertrokken werd een nieuwe Oekraïense regering geïnstalleerd van vijf mensen, onder wie Petljoera, die tevens werd uitgeroepen tot legeraanvoerder ('ataman'). In 1919 werd hij tevens regeringsleider.
De periode van 1917 tot 1920 in Oekraïne was uitermate chaotisch te noemen. Er was voortdurend strijd en oorlog. In totaal wisselde de militaire macht in Kiev liefst tien keer: dan weer hadden de nationalisten van Petljoera het grootse deel van het land in hun macht, dan weer de Bolsjewieken, medio 1919 de Witten en korte tijd ook de anarchisten van Nestor Machno. In de periodes dat Petljoera aan de macht was voerde hij binnen de Oekraïense regering een felle strijd met Volodymyr Vynnytsjenko, die vooral sociale hervormingen bepleitte, waar Petljoera het Oekraïens nationalisme voorop stelde. Tot een echte eenheid kwam het in elk geval nooit.
Tijdens het korte bewind van Petljoera vonden in Oekraïne ook vele pogroms plaats, waarbij naar schatting 35.000 tot 50.000 joden omkwamen. De rol van Petljoera met betrekking tot deze pogroms is onder historici nog steeds punt van discussie, maar het lijkt er in elk geval op dat hij het op zijn minst stilzwijgend liet gebeuren. Vast staat dat begin 1919 nationalistische Oekraïense troepen die direct onder bevel van Petljoera stonden, zich terugtrekkend voor de Roden, in Berdytsjiv, Zjytomyr en Chmelnytsky in korte tijd 1700 mensen vermoordden.

### Vlucht, emigratie en dood

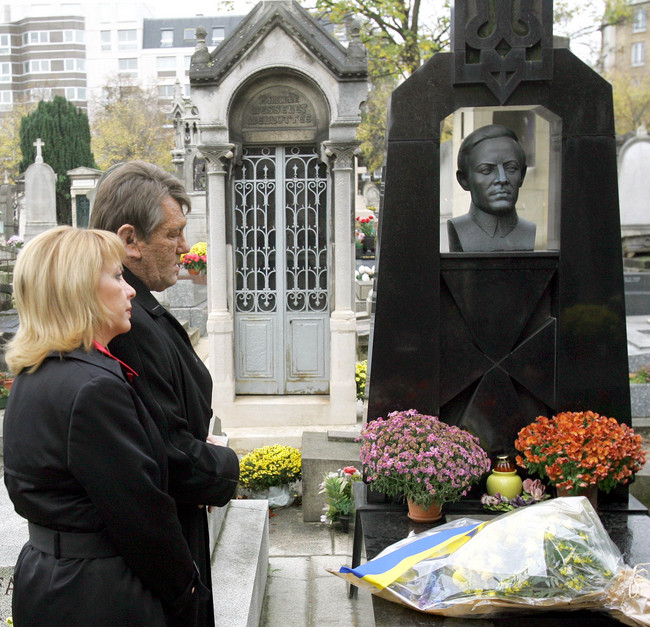
Joesjtsjenko met vrouw bij Petljoera's graf, 2005, Cimetière du Montparnasse

Nadat de Roden in 1920 de definitieve overwinning behaalden, vluchtte Petljoera naar Lublin in Polen, waar hij door de regering erkend werd als de officiële leider van Oekraïne. In 1923 moest hij Polen echter onder sterke politieke druk verlaten en emigreerde hij naar Parijs. Op 25 mei 1926 werd hij daar tijdens het winkelen door de uit Oekraïne afkomstige anarchistische jood Sjolom Schwartzbard midden op straat doodgeschoten. Schwartzbard werd later door het Franse gerecht in een spraakmakend proces vrijgesproken nadat hij had aangegeven uit wraak te hebben gehandeld voor de moord op vijftien familieleden in Oekraïne. Schwartzbard wordt in Israël nog steeds als een soort van 'wrakende held' gezien, geëerd met diverse straatnamen. Petljoera daarentegen geniet op zijn beurt in het huidige Oekraïne weer een zekere heldenstatus, als 'vader' van het Oekraïense nationalisme.